# 山田啟二
山田啟二（1954年4月5日—）是一位日本自治官僚、政治人物。

## 生平
1954年出生於兵庫縣洲本市，後來先後於伊丹市和東京都杉並區居住。畢業於桐朋高等學校、東京大学法学部，1977年4月進入自治省（現：總務省）工作，擔任和歌山縣和高知縣勤務、内閣法制局、国土廳等職位，1999年起擔任京都府總務部長。2001年担任京都府副知事，2002年至2018年擔任京都府知事。